# Mohrenmühle

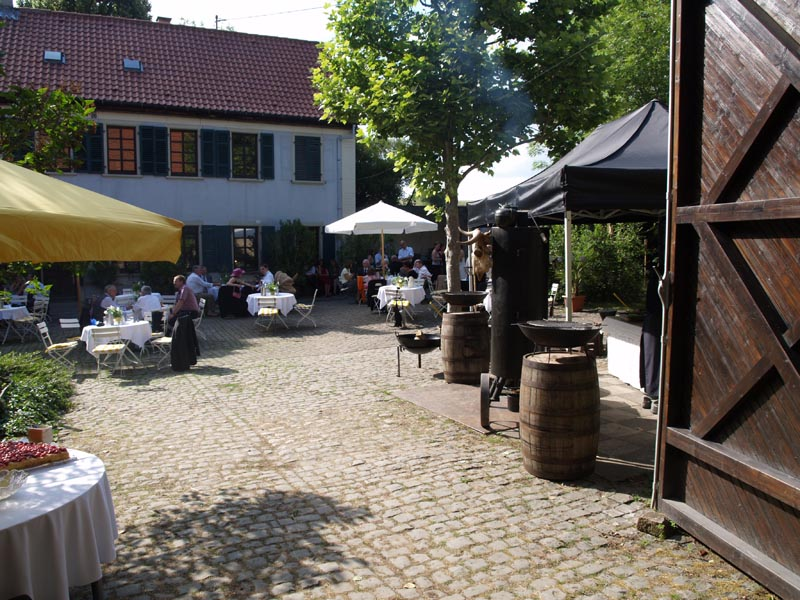
Innenhof der Mohrenmühle

Die Mohrenmühle ist ein denkmalgeschütztes ehemaliges Mühlenanwesen nördlich von Gau-Heppenheim im Landkreis Alzey-Worms, das erstmals 1486 urkundlich genannt wird, wahrscheinlich aber deutlich früher entstanden ist. Die typisch fränkische Hofanlage mit Mühlengebäude, Wohnhaus, Stallungen, Weinkeller, Vorratskeller und Scheune wurde vermutlich im 16. Jahrhundert angelegt und Mitte des 19. Jahrhunderts erweitert und renoviert.

## Lage
Die Mohrenmühle liegt etwa einen Kilometer nördlich von Gau-Heppenheim am Weidasserbach (benannt nach dem Kloster Weidas bei Dautenheim, die Mühle hatte den Zehnten an dieses Kloster zu liefern) zwischen Dautenheim und Framersheim. Seit der Flurbereinigung von 1954 bis 1956 verläuft der Bach im Bereich der Mohrenmühle geradlinig in West-Ost-Richtung. Ursprünglich lag das Bachbett westlich und südlich unterhalb der Mühle. Das Wasser für den Mühlenbetrieb wurde im Mühlgraben westlich des Anwesens ausgeleitet, floss nördlich des Bachbetts in das Mühlengebäude und verließ die Mühle in Richtung Süden zurück in das ursprüngliche Bachbett. Der historische Verlauf des Mühlgrabens ist noch am Baumbestand ablesbar.

## Geschichte
Eine Mühle in Gau-Heppenheim wird erstmals mit dem in einer Äckerbeschreibung von 1412/13 genannten „Mulenpfad“ greifbar. 1486 wird der „Moller Emerich“ für die Mohrenmühle genannt, 1536 erscheint der Mühlenname als „Mormühle“ und 1610 als „Moormühle“, während sie in einer Kartenskizze von 1672 mit „Reißen Mühl“ bezeichnet wird. 1907 übernahm Wilhelm Scholl II. als letzter Müller die Mühle.
Die Mühle hatte drei Mahlgänge, neben der Mahl- und der Ölmühle gab es eine Hanfreibe, deren Betrieb aber schon vor 1863 eingestellt wurde. 1925 wurde der Mühlenbetrieb beendet, die Gebäude an eine Bettferdernreinigung (Kimmich & Hartmann) vermietet und die Äcker verpachtet. Mit der Flurbereinigung 1954 bis 1956 wurde das Wasserrecht gegen einen Stromanschluss getauscht. Von 1948 bis 1962 wurde der landwirtschaftliche Betrieb durch die Eigentümerfamilie Heinrich Steingass, Schwiegersohn von Wilhelm Scholl II., wieder aufgenommen. Ab 1980 wurde die Mohrenmühle als Jugendgästehaus durch das Bistum Mainz genutzt. Seit 2002 wird das Anwesen als Veranstaltungsstätte genutzt. Die Mohrenmühle wurde vom Landkreis Alzey-Worms am 6. November 2006 als Denkmalzone ausgewiesen.

## Beschreibung
Die Mühlengebäude gruppieren sich auf drei Seiten um den nach Nordosten geöffneten Hof. Auf der Nordwestseite liegen das Wohngebäude und der Nordteil des Mühlentrakts, auf der Südwestseite der Südteil des Mühlentrakts und der Schweinestall und auf der Südostseite die Scheune. Nordöstlich des Wohnhauses befinden sich zwei kleinere Nebengebäude, von denen eines als Toilettengebäude und das andere vermutlich als Backofen genutzt wurden. Alle Gebäude datieren nach 1829, älteres Mauerwerk ist möglicherweise in den äußeren Fundamenten der Nordwest- und der Südwestseite erhalten.
Das ursprünglich fünfachsige zweigeschossige Wohnhaus wurde 1862/63 um zwei Achsen verlängert und umgestaltet, so wurden neue Fenstergewände aus Sandstein eingebaut. Aus dieser Zeit erhalten sind Fensterläden, Eingangstür, Bodenfliesen und Terrazzobelag in Teilen des Erdgeschosses. Die Treppe stammt noch aus der Biedermeierzeit, wurde beim Umbau also nicht ersetzt. Der Mühltrakt wurde nach dem Umbau des Wohnhauses erneuert. Der zweigeschossige Backsteinbau ist mit „FL / 1863“ bezeichnet und verweist damit auf den damaligen Eigentümer Franz Limbacher. Vom Mahlwerk haben sich nur kleinere Reste erhalten. Der Schweinestall wurde nach 1839 errichtet. Im Erdgeschoss aus Sandsteinplatten führen zwei Doppeltüren in den Stall mit seitlichen Futtertrögen für vier Tiere, das Obergeschoss diente als Hühnerstall.
Die Scheune mit Kreuzgewölbestall entstand wahrscheinlich zwischen 1839 und 1848. Der Bruchsteinbau ist etwa 30 Meter lang und zwölf Meter breit, in seinem Südteil befindet sich der dreischiffige Gewölbestall. Das Gewölbe des annähernd quadratischen Stalles wird von vier Sandsteinsäulen getragen, auf seinem Boden liegt altes flaches Sandsteinpflaster. Teile der Scheune sind unterkellert.
Der Hof ist teilweise mit altem Kalksteinpflaster befestigt. In einer Ecke des Hofs befindet sich der Kollerstein der Hanfreibe, am Zufahrtsweg sind zwei Mühlsteine aufgestellt, einer bezeichnet mit „18 HR 50“ für Heinrich Reith.